# Faris Al-Sultan
Faris Al-Sultan (München, 21 januari 1978) is een Duits triatleet. Al-Sultan is een viervoudig nationaal kampioen op de triatlon. Hij won verschillende Ironmans waaronder in 2005 de Ironman Hawaï. In 2004 en 2006 werd hij derde bij deze wedstrijd.
Hij liep als 16-jarige zijn eerste marathon en als 19-jarige deed hij zijn eerste Ironman. Sinds 2003 is hij professioneel triatleet. Zijn vader komt oorspronkelijk uit Irak en zijn moeder is in München geboren. Hij is nog vrijgezel en heeft inmiddels zijn studie geschiedenis en cultuur aan de universiteit van München afgebroken.

## Titels
- Wereldkampioen triatlon op de Ironman-afstand: 2005
- Duits kampioen triatlon op de lange afstand: 2000
- Duits kampioen triatlon op de middenafstand: 2002

## Prestaties

### Triatlon
- 1998: 27e Ironman Lanzarote - 9:50.59
- 1999: 53e Ironman Hawaï - 9:14.34
- 2001: 16e Ironman Germany - 8:50.13
- 2001: 27e Ironman Hawaï - 9:17.55
- 2003: 4e Ironman Canada - 8:48.45
- 2003: 7e Ironman Hawaï - 8:35.51
- 2004:  Ironman Hawaï - 8:45.14
- 2004:  Ironman 70.3 St. Croix - 4:08.40
- 2004:  Challenge Roth
- 2005:  Ironman Arizona - 8:25.42
- 2005:  Ironman Hawaï - 8:14.17
- 2006:  Challenge Roth
- 2006:  Ironman Hawaï - 8:19.04
- 2006: 5e Ironman South-Africa - 8:42.20
- 2007: 6e Ironman Germany - 8:23.16
- 2007:  Laguna Phuket Triathlon
- 2008:  Ironman 70.3 Wiesbaden - 4:10.26
- 2008:  Ironman Malaysia - 8:34.42
- 2008: 4e Ironman 70.3 St. Croix - 4:10.15
- 2008: 11e Ironman Hawaï - 8:39.32
- 2009: 6e Ironman Germany - 8:20.26
- 2009: 6e Ironman 70.3 Germany - 4:11.47
- 2009: 10e Ironman Hawaï - 8:31.44
- 2010: 10e Ironman Hawaï - 8:24.04